# Patrick Surtain II
Ne doit pas être confondu avec Patrick Surtain.
(en) Statistiques sur pro-football-reference
Patrick Frank Surtain II, né le 14 avril 2000 à Plantation, est un sportif professionnel américain de football américain jouant au poste de cornerback dans la National Football League (NFL).
Il est le fils de Patrick Surtain, également joueur et entraîneur de football américain.
Après avoir joué au niveau universitaire pendant trois saisons dans la NCAA Division I FBS pour le Crimson Tide de l'université de l'Alabama (2018-2020), il est sélectionné par la franchise des Broncos de Denver en 9e choix global lors du premier tour de la draft 2021 de la NFL,.

## Biographie

### Jeunesse
Surtain II étudie au lycée American Heritage School (en) de Plantation en Floride  . Il y joue au football américain et est entraîné par son père Patrick Surtain, joueur dans la National Football League (NFL) ,. Surtain II participe au U.S. Army All-American Bowl (en) de 2018.

### Carrière universitaire
Considéré comme une potentielle recrue cinq étoiles, il intègre l'université de l'Alabama en 2018, où il joue pour le Crimson Tide dans la NCAA Division I FBS.
En tant que joueur true freshman en 2018, Surtain II est désigné titulaire au poste de cornerback. Il dispute 12 matchs, réalisant 37 plaquages et une interceptions. Il est de nouveau titulaire la saison suivante, effectue 42 plaquages, force 3 fumbles, dévie un total de 8 passes adverses, réussit 2 interceptions qu'il retourne pour un total de 24 yards, recouvre un fumble et effectue une pression sur quarterback. Toujours titulaire en 2000, il est désigné à l'unanimité joueur All-American ainsi que MVP défensif du Rose Bowl 2021. Il remporte le titre national en battant 52 à 24 les Buckeyes d'Ohio State lors du College Football Championship Game.

### Carrière professionnelle
Les Broncos de Denver sélectionnent Surtain en 9e choix global lors du premier tour de la draft 2021 de la NFL. Le 18 mai 2021, il y signe son contrat rookie de quatre ans pour un montant de 20,9 millions de dollars.
Au cours de la 2e semaine, le 19 septembre 2021, il est désigné titulaire pour la première fois de sa carrière professionnelle, à la suite d'une blessure de Ronald Darby. Il enregistre sa première interception en carrière contre le quarterback rookie Trevor Lawrence lors de la victoire 23 à 13 en déplacement chez les Jaguars de Jacksonville. Au cours de la 12e semaine, Surtain effectue cinq plaquages, deux interceptions (dont une de 70 yards) lors de la victoire 28 à 13 contre les Chargers de Los Angeles. Cette performance lui vaut d'être désigné meilleur joueur défensif de la semaine de l'AFC, Au terme de sa première saison, il aura disputé 16 matchs, ne manquant que le dernier de la saison régulière. Il termine avec un total de 58 plaquages (dont 45 en solo), quatre interceptions et 14 passes défendues. Surtain est sélectionné dans l'équipe 2021 des meilleurs rookies NFL par Pro Football Focus et les Pro Football Writers of America (en).
Au cours de la saison 2022, Surtain est titulaire lors des 17 matchs qu'il termine avec un bilan de 60 plaquages (46 en solo), deux interceptions, dix passes défendues et un fumble forcé. Il obtient une première sélection pour le Pro Bowl et est également repris dans la première équipe All-Pro,. Il est classé 49e par ses pairs dans le Top 100 des meilleurs joueurs 2022 de la NFL. Il termine la saison suivante avec 69 plaquages (59 en solo), une interception et 12 passes défendues. À nouveau sélectionné pour le Pro Bowl, il est classé par ses pairs 52e du Top 100 des meilleurs joueurs 2023 de la NFL.
Le 23 avril 2024, les Broncos activent l'option de cinquième année du contrat de Surtain. Le 4 septembre, il signe une prolongation de contrat de quatre ans pour un montant de 96 millions de dollars (dont 77,5 millions garantis), faisant de lui le défenseur le mieux payé de l'histoire de la NFL,. u cours de la 5e semaine de la saison 2024 contre les Raiders de Las Vegas, Surtain réussit deux interceptions, dont une qu'il retourne sur 100 yards pour inscrire son deuxième touchdown professionnel et le deuxième plus long pick-six de l'histoire de sa franchise (après celui de 103 yards effectué par Aqib Talib contre les Cowboys de Dallas en 2017). Pour sa performance, il désigné meilleur joueur défensif de la semaine de l'AFC. Le 6 février 2025, Surtain est désigné meilleur joueur défensif de la saison 2024 par l'Associated Press, devenant le deuxième joueur de l'historie des Broncos à recevoir ce trophée après Randy Gradishar en 1978.

## Statistiques
| Année       | Équipe                    | Statut      | MJ |       | Plaquages | Plaquages | Plaquages | Plaquages |       | Interceptions | Interceptions | Interceptions | Interceptions |  | Fumbles | Fumbles |
| Année       | Équipe                    | Statut      | MJ | Total | Seul      | Ast.      | Sacks     | Nb.       | Yards | Déf.          | TD            | Nb.           | Rec.          |  |         |         |
| 2018        | Crimson Tide de l'Alabama | Fr.         | 15 | 37    | 28        | 09        | 0         | 1         | 20    | 07            | 0             | 1             | 0             |  |         |         |
| 2019        | Crimson Tide de l'Alabama | So.         | 13 | 42    | 32        | 10        | 0         | 2         | 24    | 08            | 0             | 3             | 1             |  |         |         |
| 2020        | Crimson Tide de l'Alabama | Jr.         | 13 | 38    | 22        | 16        | 0         | 1         | 25    | 12            | 1             | 0             | 1             |  |         |         |
| Totaux NCAA | Totaux NCAA               | Totaux NCAA | 41 | 117   | 82        | 35        | 0         | 4         | 69    | 27            | 1             | 4             | 2             |  |         |         |

| Taille             | Poids          | Bras            | Main          | Sprint   | Sprint   | Sprint   | Shuttle 20 yards | 3 cones drill | Détente       | Détente              | Développé couché | Test Wonderlic |
| Taille             | Poids          | Bras            | Main          | 40 yards | 10 yards | 20 yards | Shuttle 20 yards | 3 cones drill | verticale     | horizontale          | Développé couché | Test Wonderlic |
| 1,88 m (6 ft 2 in) | 94 kg (208 lb) | 83 cm (32 ½ in) | 25 cm (10 in) | 4,41 s   | 1,57 s   | 2,60 s   | -                | -             | 99 cm (39 in) | 3,33 m (10 ft 11 in) | 18 reps          | -              |

| Année      | Équipe            | MJ |                | Plaquages      | Plaquages      | Plaquages      | Plaquages      |                | Interceptions  | Interceptions  | Interceptions | Interceptions |  | Fumbles | Fumbles |
| Année      | Équipe            | MJ | Total          | Seul           | Ast.           | Sacks          | Nb.            | Yards          | Déf.           | TD             | Nb.           | Rec.          |  |         |         |
| 2021       | Broncos de Denver | 16 | 58             | 45             | 13             | 0              | 4              | 070            | 14             | 1              | 0             | 0             |  |         |         |
| 2022       | Broncos de Denver | 17 | 60             | 46             | 14             | 0              | 2              | 0- 3           | 10             | 0              | 1             | 0             |  |         |         |
| 2023       | Broncos de Denver | 17 | 69             | 59             | 10             | 0              | 1              | 0              | 12             | 0              | 0             | 0             |  |         |         |
| 2024       | Broncos de Denver | 16 | 45             | 34             | 11             | 0              | 4              | 132            | 11             | 1              | 1             | 1             |  |         |         |
| 2025       | Broncos de Denver | ?  | Saison à venir | Saison à venir | Saison à venir | Saison à venir | Saison à venir | Saison à venir | Saison à venir | Saison à venir | ?             | ?             |  |         |         |
| Totaux NFL | Totaux NFL        | 66 | 232            | 184            | 48             | 0              | 11             | 199            | 47             | 2              | 2             | 1             |  |         |         |

| Année | Équipe            | MJ |       | Plaquages | Plaquages | Plaquages | Plaquages |       | Interceptions | Interceptions | Interceptions | Interceptions |  | Fumbles | Fumbles |
| Année | Équipe            | MJ | Total | Seul      | Ast.      | Sacks     | Nb.       | Yards | Déf.          | TD            | Nb.           | Rec.          |  |         |         |
| 2024  | Broncos de Denver | 1  | 5     | 4         | 1         | 0         | 0         | 0     | 0             | 0             | 0             | 0             |  |         |         |

| Saison     | 2021 | 2022 | 2023 | 2024 |
| Classement | -    | 49   | 52   | ?    |

## Trophées et récompenses
- NFL[1] :
  - Meilleur joueur défensif de la saison 2024 ;
  - Sélectionné dans la première équipe All-Pro en 2022 et 2024 ;
  - Sélectionné pour le Pro Bowl en 2022, 2023 et 2024 ;
  - Sélectionné dans l'équipe 2021 des meilleurs rookies par les PFWA (en) ;

- NCAA[3] :
  - Champion national 2020 avec Alabama ;
  - Meilleur joueur défensif de la conférence SEC lors de la saison 2020 ;
  - Reconnu à l'unanimité joueur All-American en 2020 ;
  - Sélectionné dans la première équipe de la SEC en 2020.

## Vie privée
Il est le fils de Patrick Surtain, defensive back ayant joué pour les Dolphins de Miami (1998–2004) et les Chiefs de Kansas City (2005-2008) dans la NFL et ayant ensuite commencé une carrière d'entraîneur en 2013 (il est l'entraîneur des defensive backs des Seminoles de Florida State depuis 2023).